# فاکس (آلاسکا)
فاکس (به انگلیسی: Fox) شهری در بخش فیربنکس نورث استار ایالت آلاسکا است که جمعیت آن در سرشماری سال ۲۰۰۰ میلادی ۳۰۰ نفر بوده‌است.